# Sainete
Das (seltener: der) Sainete (spanisch sainete „Leckerbissen“, Plural: Sainetes) ist ein schwankhaft-heiterer, kurzer Einakter der spanischen Theatertradition mit instrumental begleitetem Gesang und Tanz. Es ist von geistreichem Wortspiel geprägt.

## Geschichte
Gegen Ende des 17. Jahrhunderts löste das Sainete den Entremés als Zwischen- und Nachspiel ab; im 18. Jahrhundert entwickelte Ramón de la Cruz es vom Rahmenstück, wie es etwa während der Pausen eines Hauptstückes als pointenreicher Zwischenakt vorgeführt wurde, zu einem eigenständigen Volksstück weiter. Von 1734 bis 1788 konnten, außer in Cádiz, in Andalusien keine Sainetes aufgeführt werden, da der Provinzgouverneur die Schauspielhäuser hat schließen lassen. Ein bekannter andalusischer Verfasser von Sainetes war der 1763 in Cádiz geborene Juan Ignacio Gonzáles de Castillo (mit Das Café von Cádiz, Das Fest am Hafen oder Stierkampf in Cádiz). Das Bühnengeschehen der Sainetes ist eine burleske oder satirische Momentaufnahme aus dem Volksleben Madrids, ohne einen echten Handlungsrahmen, ein Konversationsstück mit volkstümlichen, realistischen Charakteren. Sie wurden daher zu einer der beliebtesten dramatischen Gattungen im spanischen Theater.
Neben de la Cruz mit El Manolo (1784) oder La Petra y la Juana (1791) und Luis Quiñones de Benavente gab es zahllose anonyme Autoren und Komponisten. Als populäre Kleinform behauptete sich das Sainete auch über die Epoche der Aufklärung und ihre klassizistischen Dramenformen hinweg und wahrte seine Identität, um im späten 19. Jahrhundert innerhalb des Género chico eine wesentliche Gattung zu werden.
Die Hauptautoren der zweiten Blüte waren die Brüder Serafín und Joaquín Álvarez Quintero und Carlos Arniches. Ihre Sainetes gewannen eine große Bedeutung als volkstümliches sozialkritisches Genre, bis sie in den 1920er-Jahren von der Operette und vom Varieté verdrängt wurden. Eine Sonderrolle kam den katalanischen Sainetes im 19. Jahrhundert zu, die über das Volkstheater hinaus die Gattung als Form der scharfen sozialen und politischen Satire entdeckten und damit das Katalanische in den Rang einer Theatersprache erhoben. Hier ist vor allem Frederic Soler Hubert zu nennen.